# Endiandra gem
Endiandra gem är en lagerväxtart som beskrevs av André Joseph Guillaume Henri Kostermans. Endiandra gem ingår i släktet Endiandra och familjen lagerväxter. Inga underarter finns listade i Catalogue of Life.